# Adelognathus puncticollis
Adelognathus puncticollis là một loài tò vò trong họ Ichneumonidae.